# Trogia venenata
Trogia venenata, també conegut com a boletet blanc, és una espècie de bolet verinós dins la família Marasmiaceae. És originari de la província de Yunnan (Xina). El seu consum resulta mortal en els humans i en els ratolins per tal que el bolet conté tres aminoàcids tòxics.

## Síndrome de la mort sobtada a Yunnan
Trogia venenata va estar implicada en la mort de 400 persones a Yunnan, Xina. La mort va ser causada per arrítmia cardíaca induïda per aminoàcids tòxics del bolet. Potser l'element contaminant bari va incrementar la toxicitat d'aquest bolet, però resta sense aclarir del tot.